# Pedro Hernández Torres
Pedro Hernández Torres (Los Quemados, Fuencaliente,  22 de febrero de 1921-Los Llanos de Aridane, 28 de noviembre de 1988) fue un médico español de la La Palma, en las islas Canarias.

## Biografía
Pedro Hernández nació en el barrio de Los Quemados, en Fuencaliente de La Palma. Era hijo de Juan Hernández de Paz, maestro nacional y Josefa Torres Martín, estudió el bachillerato en Santa Cruz de La Palma. A la edad de 15 años en los sucesos de 1936, perdió a su padre, quedándose huérfano.
En el año 1939 viajó a Cádiz para continuar sus estudios. Con la intención de finalizar sus estudios en Madrid y atraído por las enseñanzas de la Fundación Jiménez Díaz, hizo algunos viajes a la capital de España, pero finalmente se decidió por la Universidad de Valencia, a donde llegó en 1944. Se licenció en Medicina y Cirugía por la Universidad de Valencia, convirtiéndose posteriormente especialista en neuropsiquiatría, lo que le haría convertirse en pionero en esta disciplina en el archipiélago canario. Fue introductor en las mismas de la encefalografía. Combatió con éxito las epidemias de meningitis y poliomielitis entre los años 1952 y 1953. Fue socio fundador y ponente de la Sociedad Iberoamericana de Ciencias Neurológicas, y ensayista y articulista durante más de treinta años del periódico El Día.